# Ministère de l'Enseignement supérieur et de la Recherche (Italie)
Le ministère de l'Enseignement supérieur et de la Recherche (en italien : Ministero dell'università e della ricerca, MUR) est le département ministériel responsable de l'enseignement supérieur et de la recherche scientifique en Italie.
Il est dirigé par la libérale-conservatrice Anna Maria Bernini depuis le 22 octobre 2022.

## Histoire
Créée pour la première fois par le gouvernement Fanfani IV (21 février 1962 - 21 juin 1963), la fonction (sans portefeuille) de ministre de la Coordination des initiatives de recherche scientifique et technologique est initialement occupée par Guido Corbellini.
Le ministère proprement dit n'a été créé qu'avec la naissance du gouvernement De Mita, et en particulier avec la loi no 168 du 9 mai 1989. Le décret législatif no 300 du 30 juillet 1999 a fusionné l'ancien ministère des universités et de la recherche scientifique et technologique avec le ministère de l'Éducation. Pendant le gouvernement Prodi I (1996-1998), il était déjà dirigé par le même ministre, en vue de la fusion décidée seulement en 1999, et prenant ainsi le nom de ministère de l'éducation, de l'université, de la recherche scientifique et technologique, connu sous l'acronyme MURST.
Avec la nouvelle législature, en 2001, comme décidé dans le décret législatif no 300/1999, la fusion a eu lieu, et le gouvernement Berlusconi II de 2001 a mis en œuvre cette disposition : le ministère de l'Éducation, de l'Enseignement supérieur et de la Recherche, connu sous l'acronyme MIUR, est né. Avec le gouvernement Prodi II, en 2006, le MIUR a été à nouveau "dégroupé" : d'un côté le ministère de l'éducation, de l'autre le ministère de l'université et de la recherche. Le budget 2008, la loi no 244/2007, prévoyait le retour à l'ancienne réforme Bassanini et donc la fusion des deux ministères. Avec le gouvernement Berlusconi IV, cette disposition est donc mise en œuvre, rétablissant le ministère de l'éducation, de l'université et de la recherche. Le 28 décembre 2019, le Premier ministre Giuseppe Conte a annoncé la scission du MIUR, et la reconstitution du ministère de l'Enseignement supérieur et de la Recherche dans le gouvernement Conte II à partir de 2020. Le ministère est reconstitué par le décret-loi no 1 du 9 janvier 2020, converti en loi no 12 du 5 mars 2020.

## Organisation
Le ministère est organisé, outre les bureaux de collaboration directe avec le ministre, en un secrétariat général et 5 directions générales :
- Direction générale des établissements d'enseignement supérieur ;
- Direction générale de l'enseignement supérieur et du droit à l'éducation ;
- Direction générale de la recherche ;
- Direction générale de l'internationalisation et de la communication ;
- Direction générale du personnel, du budget et des services instrumentaux.

Au fil des ans, divers organes de représentation, de conseil et d'évaluation ont également été mis en place :
- le CUN - le Conseil national universitaire (Consiglio Universitario Nazionale), en tant qu'organe électif représentant les institutions universitaires autonomes et conseillant le ministre.
- le CNAM - Conseil national pour l'enseignement supérieur de l'art et de la musique (Consiglio Nazionale per l'Alta Formazione Artistica e Musicale), en tant qu'organisme créé par le décret ministériel du 5 juillet 2000, qui exerce les compétences du Conseil national pour l'enseignement supérieur de l'art et de la musique (CNAM), pendant la première application de la loi 508/99, concernant la réforme des académies et des conservatoires, et jusqu'à la première élection du CNAM.
- le CNSU - Conseil national des étudiants universitaires (Consiglio nazionale degli studenti universitari), en tant qu'organe consultatif représentant les étudiants universitaires.
- le CNVSU - Comité national d'évaluation du système universitaire (Comitato nazionale per la valutazione del sistema universitario), prévu par l'article 2 de la loi no 370 du 19 octobre 1999, et constitué par décret du 4 avril 2000, en cours d'enregistrement et de publication, a succédé à l'Observatoire d'évaluation du système universitaire, qui a été supprimé. Par décret du 4 avril 2000, en cours d'enregistrement et de publication, les modalités de fonctionnement et la durée du mandat de ses membres ont été définies. Le Comité a pris ses fonctions le 19 avril 2000.
- Le CIVR - Comité d'orientation pour l'évaluation de la recherche (Comitato di Indirizzo per la Valutazione della Ricerca), créé au sein du MURST, a pour mission de définir les critères généraux d'évaluation des résultats de la recherche et de promouvoir l'expérimentation de nouvelles méthodologies d'évaluation, afin de soutenir la qualité de la recherche scientifique nationale. L'institution est prévue par l'art. 5 du D.Lgs. n. 204/98, modifié par le D.Lgs. n. 381/98. Par décret du 24 novembre 1999, le MURST a réglementé son organisation et son fonctionnement.
- La CNSI - Conférence nationale des étudiants de l'ISSM (Instituts supérieurs d'études musicales) (Conferenza Nazionale degli Studenti degli ISSM (Istituti Superiori di Studi Musicali)), en tant qu'organe consultatif représentant les étudiants des conservatoires et des Instituts supérieurs d'études musicales. (Istituti Superiori di Studi Musicali).

## Organismes contrôlés
Le Ministère de l'Enseignement supérieur et de la Recherche supervise les organismes suivants : :
- Agence spatiale italienne - ASI (Agenzia Spaziale Italiana)
- Zone de recherche scientifique et technologique de Trieste - Parc scientifique AREA ;
- Conseil national de la recherche - CNR (Consiglio Nazionale delle Ricerche);
- Institut italien d'études germaniques (Consiglio Nazionale delle Ricerche;
- Institut national d'astrophysique - INAF (Istituto nazionale di astrofisica);
- Institut national de hautes mathématiques "Francesco Severi" - INDAM (Istituto nazionale di alta matematica);
- Institut national de physique nucléaire - INFN (Istituto nazionale di fisica nucleare);
- Institut National de Géophysique et de Volcanologie - INGV (Istituto Nazionale Geofisica e Vulcanologia);
- Institut national d'océanographie et de géophysique expérimentale - OGS (Istituto nazionale di oceanografia e di geofisica sperimentale);
- Institut national de recherche métrologique - INRIM (Istituto nazionale di ricerca metrologica);
- Musée historique de la physique et Centre d'études et de recherches "Enrico Fermi" ;
- Station zoologique Anton Dohrn ;
- Institut national pour l'évaluation du système éducatif d'éducation et de formation - Institut INVALSI[1] ;
- Institut national de l'innovation documentaire et de la recherche en éducation - INDIRE (Istituto Nazionale di Documentazione, Innovazione e Ricerca Educativa)[2].

## Source
- (it) Cet article est partiellement ou en totalité issu de l’article de Wikipédia en italien intitulé « Ministero dell'università e della ricerca » (voir la liste des auteurs).